# Vecquemont
Vecquemont és un municipi francès situat al departament del Somme i a la regió dels Alts de França. L'any 2007 tenia 547 habitants.

## Demografia

### Població

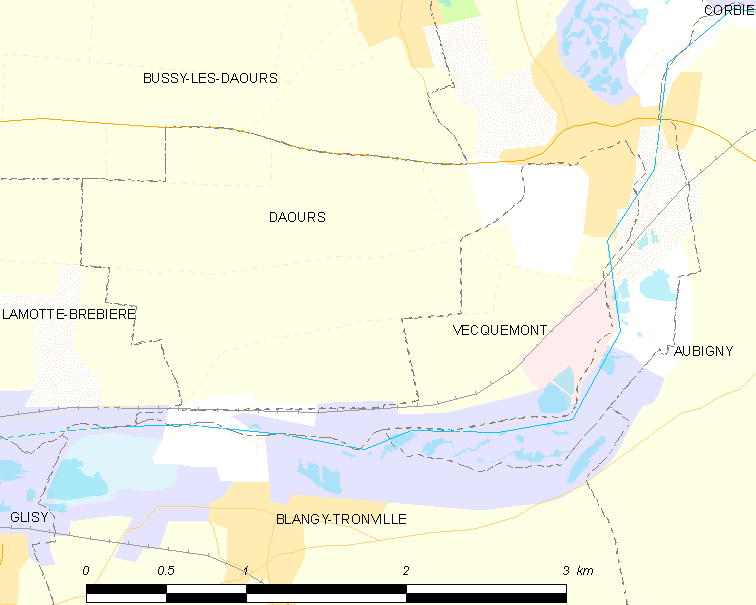
mapa del municipi

El 2007 la població de fet de Vecquemont era de 547 persones. Hi havia 204 famílies de les quals 32 eren unipersonals (12 homes vivint sols i 20 dones vivint soles), 64 parelles sense fills, 88 parelles amb fills i 20 famílies monoparentals amb fills.
La població ha evolucionat segons el següent gràfic:
Habitants censats

### Habitatges
El 2007 hi havia 206 habitatges, 204 eren l'habitatge principal de la família, 1 era una segona residència i 2 estaven desocupats. Tots els 205 habitatges eren cases. Dels 204 habitatges principals, 192 estaven ocupats pels seus propietaris, 11 estaven llogats i ocupats pels llogaters i 1 estava cedit a títol gratuït; 4 tenien dues cambres, 17 en tenien tres, 52 en tenien quatre i 131 en tenien cinc o més. 165 habitatges disposaven pel capbaix d'una plaça de pàrquing. A 65 habitatges hi havia un automòbil i a 124 n'hi havia dos o més.

### Piràmide de població
La piràmide de població per edats i sexe el 2009 era:
| Homes | Edats   | Dones |
| ----- | ------- | ----- |
| 0     | 95 o +  | 0     |
| 0     | 90 a 94 | 0     |
| 0     | 85 a 89 | 4     |
| 0     | 80 a 84 | 8     |
| 4     | 75 a 79 | 4     |
| 12    | 70 a 74 | 12    |
| 4     | 65 a 69 | 4     |
| 12    | 60 a 64 | 12    |
| 12    | 55 a 59 | 16    |
| 16    | 50 a 54 | 20    |
| 8     | 45 a 49 | 20    |
| 32    | 40 a 44 | 20    |
| 20    | 35 a 39 | 16    |
| 24    | 30 a 34 | 28    |
| 0     | 25 a 29 | 16    |
| 16    | 20 a 24 | 16    |
| 8     | 15 a 19 | 16    |
| 20    | 10 a 14 | 16    |
| 24    | 5 a 9   | 24    |
| 16    | 0 a 4   | 28    |

## Economia
El 2007 la població en edat de treballar era de 359 persones, 252 eren actives i 107 eren inactives. De les 252 persones actives 238 estaven ocupades (125 homes i 113 dones) i 14 estaven aturades (4 homes i 10 dones). De les 107 persones inactives 52 estaven jubilades, 29 estaven estudiant i 26 estaven classificades com a «altres inactius».

### Ingressos
El 2009 a Vecquemont hi havia 204 unitats fiscals que integraven 548 persones, la mediana anual d'ingressos fiscals per persona era de 21.421 €.

### Activitats econòmiques
Dels 6 establiments que hi havia el 2007, 1 era d'una empresa alimentària, 2 d'empreses de construcció, 1 d'una empresa financera, 1 d'una entitat de l'administració pública i 1 d'una empresa classificada com a «altres activitats de serveis».
Dels 2 establiments de servei als particulars que hi havia el 2009, 1 era un paleta i 1 fusteria.
L'any 2000 a Vecquemont hi havia 5 explotacions agrícoles.

## Equipaments sanitaris i escolars
El 2009 hi havia una escola elemental integrada dins d'un grup escolar amb les comunes properes formant una escola dispersa.

## Poblacions properes
El següent diagrama mostra les poblacions més properes.